# HANABI (原由実の曲)
「HANABI」（はなび）は、原由実の1枚目のシングル。2012年8月22日に5pb.Recordsから発売された。

## 概要
原由実のソロデビューシングル。
表題曲「HANABI」は、PSP用ソフト『コープスパーティー -THE ANTHOLOGY- サチコの恋愛遊戯♥Hysteric Birthday 2U』エンディングテーマ、および『アニメTV』2012年9月度のオープニングテーマに起用された。原曰く「和の雰囲気」が漂う「ミディアムロック」な曲で、フィーチャリストには親交のある今井麻美が参加している他、仮歌でアドバイスをしたり、衣装を一緒に選んだりしている。歌詞は仮歌収録時にRUCCAが変更したもので、切なさを感じさせる内容になっている。レコーディングに際しては声の調子を整えるために数本歌った後に行われた。ちなみに楽曲自体の初披露は、5月13日にSHIBUYA-AXで開催された「今井麻美 Birthday Live 2012」で行われた。
カップリング曲「天ノ紅」は、PSP用ソフト『コープスパーティー -THE ANTHOLOGY- サチコの恋愛遊戯♥Hysteric Birthday 2U』挿入歌である。HANABI同様和風的なミディアムバラードで、片想いをテーマとした切ない歌に仕上がっている。表題曲と異なり、今井はサブボーカルではなくコーラスを担当しているが、当初はサブボーカルを担当することになっていた。
PVは、神奈川県にある有形文化財の日本家屋でフィーチャリストの今井と一緒に行われ、ディスクジャケットも原単独のものと今井とのツーショットのダブルジャケット仕様になっている。

## 収録曲
| #         | タイトル                                 | 作詞      | 作曲      | 編曲      | 時間  |
| --------- | ---------------------------------------- | --------- | --------- | --------- | ----- |
| 1.        | 「HANABI （feat.今井麻美）」             | RUCCA     | 濱田智之  | 酒井陽一  | 4:59  |
| 2.        | 「天ノ紅」                               | 森由里子  | 濱田智之  | 南利一    | 3:54  |
| 3.        | 「HANABI （feat.今井麻美） -off vocal-」 |           |           |           | 4:58  |
| 4.        | 「天ノ紅 -off vocal-」                   |           |           |           | 3:52  |
| 合計時間: | 合計時間:                                | 合計時間: | 合計時間: | 合計時間: | 17:45 |